# Power metal
Power metal je stil metala, ki želi vzbuditi epski občutek. Po navadi v power metalu najdemo značilnosti klasičnega, pa tudi thrash in speed metala. Izraz ima dva pomena: severnoameriški stil in stil, ki ga najdemo v Nemčiji, Italiji in Franciji.

## Glasbene značilnosti
Power metal zveni zelo epsko, in jemlje največ svojih značilnosti iz speed metala. Besedila pesmi se pogosto ne ukvarjajo s stvarmi iz realnega sveta ampak govorijo o veri, mitologiji, fantaziji in znanstveni fantastiki ter so večinoma zelo optimistična.
Stil power metala se zelo usmerja v vokalista, ki poje z »čistimi« vokali; nasprotno od death growla, ki se po navadi uporablja v death metalu. Vokalisti lahko dosegajo zelo visoke tone in po navadi pojejo v tenoru. Redko igra vokalist v bendu še kakšen drugi instrument.
Večina bendov uporablja dvojni bas, da lahko igrajo hitro. Ta stil se uporablja tudi v drugih podvrstah metala.
Poleg drugih glasbil so zelo značilne tudi klaviature, vendar se to lahko samo tihi poudarki, ali pa igrajo celotno melodijo. Italijanska skupina Rhapsody of Fire pa uporablja še druge simfonični elemente, in tako klaviaturam pomaga orkester.

## Stili Power metala

### Evropski/Melodični power metal
V srednjih osemdesetih so se Evropski bend kot npr. Helloween in Europe bolj ukvarjali s tem, da bi pesmi bile čim bolj melodične. Čeprav je pozneje v Evropi izbruhnil hard rock so bili prvi albumi zelo pomembni za razvoj power metala. Ta evropski veseli stil se je razširil in postal popularen po vsem svetu razen v Združenem kraljestvu, ZDA in še drugih angleško-govorečih deželah. Pred kratkim so bendi kot na primer Edguy in DragonForce opustili svoj veseli stil in svoj power metal kombinirali z bolj epskim zvokom. Drugi bendi kot npr. Blind Guardian pa so svoj power metal kombinirali s simfoničnimi elementi, podobno kot Rhapsody of Fire, Angra, Dragonland in Heavenly.

### Ameriški/Klasični power metal
V osemdesetih so bili bendi kot npr. Vicious Rumors, Lizzy Borden, Savage Grace, Sanctuary, Crimson Glory, Liege Lord in Jag Panzer predstavniki ameriškega power metala. Iced Earth, Nevermore in Symphony X so potomci tega stila, čeprav nekateri trdijo, da se je gibanje končalo, da so ga pogltnile popularnejše podzvrsti metala kot npr. thrash metal in Evropski power metal. Drugi pa pravijo da se je spet začelo z bendi kot so Symphony X, Manowar in Virgin Steele. V Ameriki so se začeli tudi pojavljati bendi, ki pa igrajo Evropski power metal. To sta recimo Kamelot in Cellador.

### Epski metal
Epski metal je zelo podoben klasičnemu metalu, lahko ga ločimo po temu da zveni bolj epsko, in se lahko pospeši z dodajanjem hitrejših podzvrsti metala npr. trash in speed metala ali pa se upočasni z dodajanjem doom metala.
Nastali so bendi kot npr. Omen, zgodnji Manowar, Virgin Steele, Warlord in Cirith Ungol. Medtem pa je na Švedskem tudi nastal doom metal bend Candlemass, ki je svoj doom metal pomešal z epic metalom in ustvaril podzvrst epski doom metal. Ob koncu devedesetih se je veliko Italijanskih in Grških bendov, ki so razpadli vrnilo na sceno in izdalo veliko albumov epskega metala. V tistih državah pa so nastali še tudi drugi bendi, ki so prav tako igrali epski metal. Nekateri so temu obdobju rekli celo »Novi val mediteranskega epskega metala"
Besedila pesmi v epskem metalu so zelo pomembna, saj veliko ljudi meša bende, ki imajo epska besedila k epskemu metalu, pa čeprav glasbeno ne spadajo pod epski metal. Nekateri taki bendi so: Rhapsody of Fire, Gamma Ray in Blind Guardian. Veliko viking metal bendov kot so Bathory, Falkenbachn, Doomsword in Vintersorg imajo podobna besedila kot v epskem metalu, zato lahko rečemo, da viking metal zgolj po besedilih pesmi lahko delno uvrstimo v epski metal.

### Simfonični power metal
Simfonični power metal je power metal, kjer se zelo veliko uporabljajo klaviature ali pa drugi instrumenti, ki jih po navadi najdemo v klasični glasbi. Nekateri bend kot npr. Nightwish imajo več sinfoničnih elementov, drugi bendi kot Sonata Arctica pa imajo več elementov power metala.

## Power metal bendi
- Angra
- Blind Guardian
- Helloween
- DragonForce
- Edguy
- Gamma Ray
- Hammerfall
- Iced Earth
- Vicious Rumors
- Kamelot
- Rhapsody of Fire
- Sonata Arctica
- Evergrey
- Stratovarius
- Sabaton
- Grave Digger
- Avantasia - projet (sodelujejo glasbeniki iz znanih metal bandov) Tobiasa Sammenta iz Edguy